# Манфред Вебер
Манфред Вебер (нім. Manfred Weber; нар. 14 липня 1972, Роттенбург-ан-дер-Лаабер, Баварія) — німецький політик і депутат Європейського парламенту від партії Християнсько-соціальний союз (Європейська народна партія), працює в Комітеті Європарламенту з громадянських свобод, юстиції та внутрішніх справ. Президент Європейської народної партії з 2 червня 2022 року, очолив її після відставки Дональда Туска.
Після його переобрання 2009 року він став віцеголовою Групи Європейської народної партії (ЄНП) у Європарламенті, з 2014 є головою фракції.
Кандидат (квітень 2019) на посаду Президента Єврокомісії.

## Освіта
1996 року закінчив навчання на інженера у Мюнхенській вищій школі прикладних наук.

## Кар'єра
1996 року заснував власний бізнес (консалтингові та комерційні компанії). Згодом він вступив у партію Християнсько-соціальний союз, ставши членом вищих органів партії. 2002 року пройшов у районну раду району Кельгайм і протягом декількох років (2002—2004) працював членом ландтагу Баварії.
2004 року вперше отримав мандат європарламентарія. Був членом бюро групи ЄНП-ЄД. На виборах 2009 і 2014 років успішно переобирався.

## Політичні позиції
- 2018 року гостро критикував позицію Росії щодо Криму та Керченської кризи.[5]
- Під час кандидатських змагань на посаду голови Єврокомісії у квітні 2019 Вебер закликав заблокувати будівництво російського газопроводу Північний потік-2.[6][7]
- у грудні 2021 року Вебер заявив, що уряд ФРН має згорнути «Північний потік-2» у випадку російської війни проти України.[8]